# Кавицана
Кавицана (итал. Cavizzana) је насеље у Италији у округу Тренто, региону Трентино-Јужни Тирол.
Према процени из 2011. у насељу је живело 246 становника. Насеље се налази на надморској висини од 711 м.

## Становништво
| 1931. | 1936. | 1951. | 1961. | 1971. | 1981. | 1991. | 2001. | 2011. |
| ----- | ----- | ----- | ----- | ----- | ----- | ----- | ----- | ----- |
| 297   | 258   | 276   | 289   | 245   | 212   | 199   | 226   | 259   |